# Battaglia di Tavolara (1284)
La battaglia di Tavolara fu uno scontro navale, avvenuto al largo delle coste sarde, che vide confrontarsi le flotte delle due potenti repubbliche marinare di Genova e Pisa.

## Antefatti
Entrambe le due nazioni, che traevano grandi profitti dall'attività mercantile, avevano conosciuto durante tutto il XII ed XIII secolo uno sviluppo sia economico che demografico, con la conseguente nascita di rivalità, già sfociate nel 1165 in guerra. Fu a causa della conflittualità causata da questioni puramente commerciali che nell'agosto del 1282 una flotta ligure di 70 galee si spinse sino alle coste d'innanzi a Porto Pisano; in uno stato di guerra non conclamato ma di ostili manovre militari, anche i toscani mossero le proprie navi sino al Golfo di Genova, scagliando «frecce ghierate d'argento» e «pietre coperte di scarlatto rosso» sulle banchine. I liguri, intenzionati a porre fine all'arrogante presunta superiorità pisana, diedero dunque inizio alla costruzione di numerose galee, istruendosi nell'arte del combattimento navale, precedentemente a loro sconosciuta a causa del frequente utilizzo di mercenari.
Intanto i toscani, con il medesimo scopo, rinnovarono la preziosa alleanza con Venezia ed allestirono una flotta, al cui capo fu posto il conte Fazio della Gherardesca.

## Scontro
L'ammiraglio pisano, investito per l'occasione del titolo di «capitano generale di guerra», mosse dunque verso le coste galluresi -tassello preziosissimo del commercio mediterraneo- scortato da 24 o 34 galee, capitanate da Guido Jacia o da Simone Zaci. Al largo di Tavolara, forse per un errore di manovra o per avversità climatiche, la nave ammiraglia del conte si trovò a fronteggiare una flotta ligure con a capo Arrigo De Mari e Morovello Malaspina. Lo scontro, che vide i pisani in netta superiorità numerica, terminò tuttavia con una loro sconfitta, seguita dalla cattura di oltre millecinquecento prigionieri e gran parte delle galee toscane.

## Conseguenze
L'onta percepita in madrepatria a seguito della sconfitta portò alla deposizione del podestà in carica, Gherardo Castelli, ed alla sua sostituzione con il veneziano Alberto Morosini, nobile di gran prestigio e capacità militari. Il desiderio di rivincita portò le consorterie ad armare per proprio conto una consistente quantità di galee da guerra: 11 i Lanfranchi, 6 i Caetani, i Gualandi ed i Lei, 5 gli Upezzinghi, 4 gli Orlandi, 3 i Sismondi e i Visconti. Tuttavia, nonostante l'imponente sforzo bellico, la guerra terminò con un'altra e ben peggiore disfatta, la Battaglia della Meloria, la quale segnò l'inizio della lunga decadenza della repubblica dell'Arno.